# مارلبورو، کوئینزلند

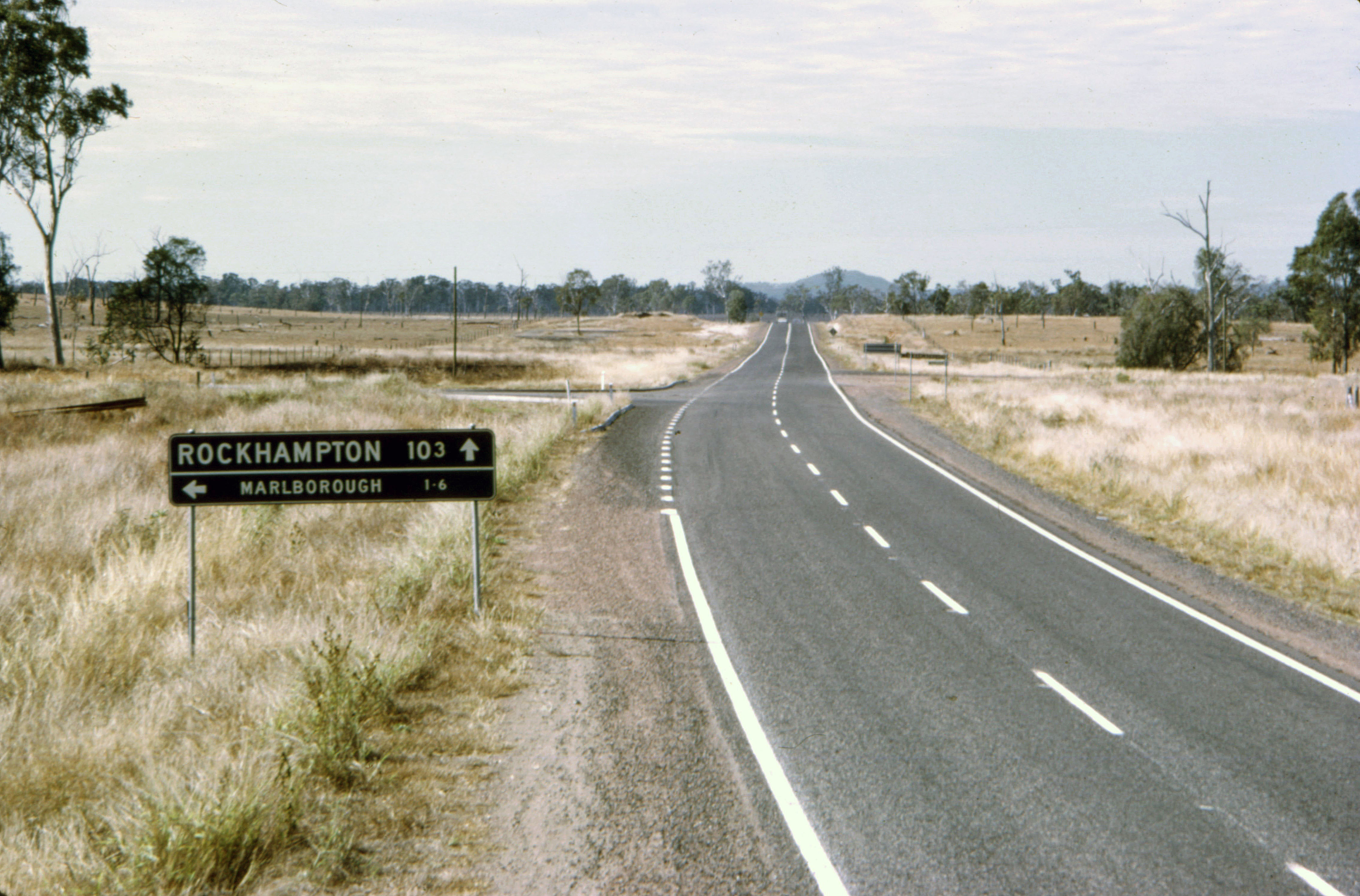
بزرگراه بروس به سمت مارلبورو (دهه ۱۹۷۰)

مارلبورو (به انگلیسی: Marlborough) یک شهرک در استرالیا است که در کوئینزلند واقع شده‌است.